# Circuito callejero de Punta del Este
Der Circuito callejero de Punta del Este war ein temporärer Stadtkurs in Punta del Este (Uruguay). 

## Geschichte

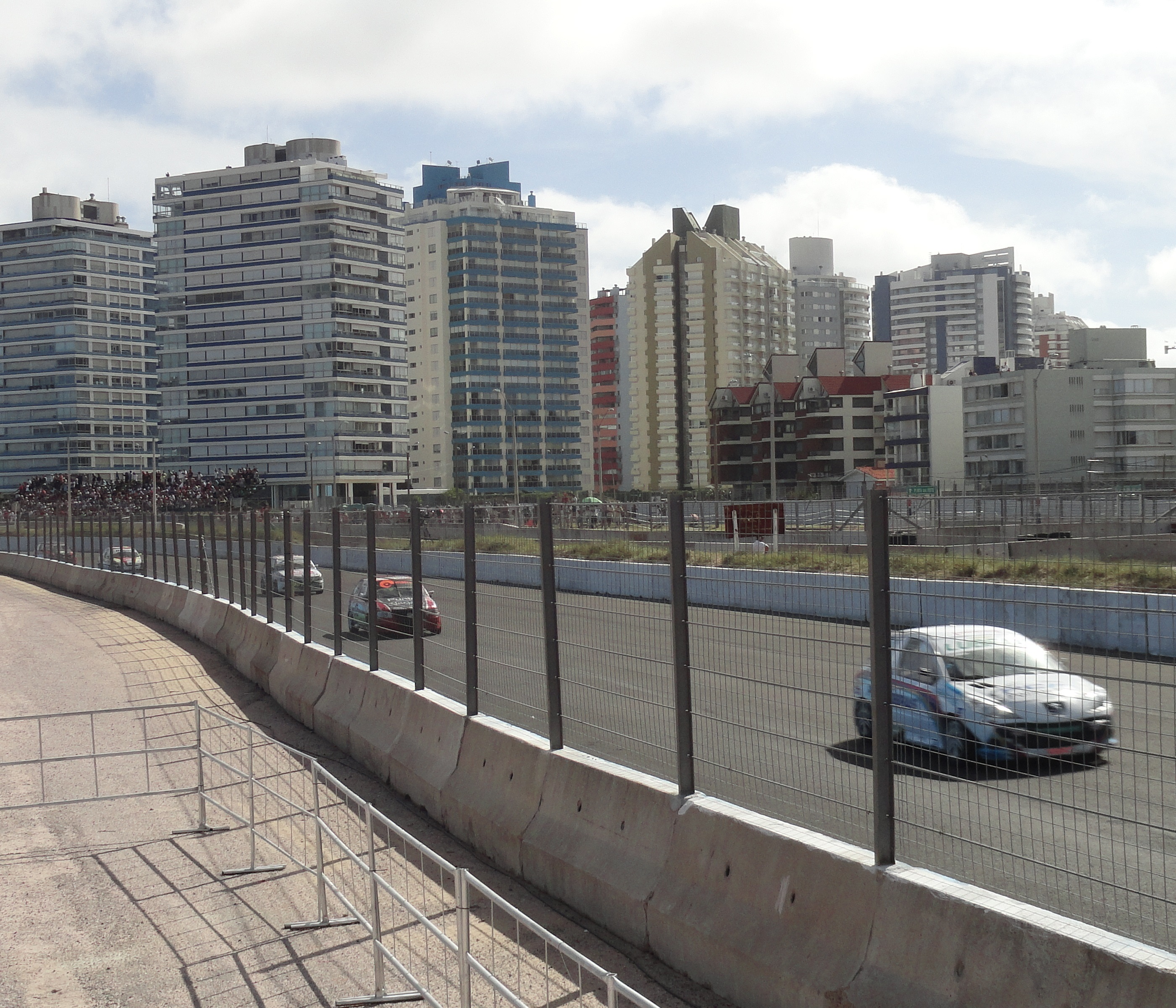
Tourenwagenrennen 2014 auf dem Circuito callejero de Punta del Este

Auf den Straßen entlang der Uferpromenade fanden seit 1980 auf verschiedenen Varianten nationale und internationale Tourenwagen- und Formelrennen im Rahmen des Gran Premio de Punta del Este statt.

## Formel E
Am 13. Dezember 2014 fand im Rahmen der FIA-Formel-E-Meisterschaft 2014/15 erstmals ein Rennen der Formel E auf dieser Strecke statt.
Die 2014 eingeführte Streckenkonfiguration beinhaltet 20 Kurven, führt im Uhrzeigersinn über öffentliche Straßen an der Atlantikküste (Playa Brava) und wird somit fälschlicherweise als Hafenkurs bezeichnet, da sich der Hafen an der Küste des Río de la Plata befindet. Teile des Kurses sind identisch mit der alten Streckenkonfiguration.
Für den zweiten Punta del Este ePrix wurde die Strecke leicht überarbeitet. Die erste Schikane wurde von einer eine Rechts-Links- in eine Links-Rechts-Kombination umgebaut, so dass die Boxenausfahrt sich nun nicht mehr auf der Ideallinie befand. Zudem wurden zwei weitere Schikanen enger gebaut. Durch die Umbauten wurde die Strecke um 23 Meter verkürzt.
2018 fand der dritte und vorerst letzte Punta del Estre ePrix statt.